# Барковский, Евгений Никифорович
Евгений Никифорович Барковский (27 августа 1910, Вильна — 13 мая 1997, Москва) — генерал-лейтенант инженерно-технической службы (19.02.1968), заслуженный строитель РСФСР (1970), лауреат Ленинской премии (1964).

## Биография
Белорус. С 1928 года. работал в Гомеле слесарем паровозоремонтного завода. Член ВКП(б) с 1931 года.
Окончил Особые курсы по подготовке среднего начсостава флота арт. специальности БО при УО МСЧМ (11.1932-1933), мор. отд-е инж.-эксплуатац. фак-та ВТА РККА в Ленинграде (2.1934-6.1939).
В распоряжении НК ВМФ (6-7.1939). Секретарь тех. совета (7-9.1939), ст. инженер-фортификатор (9.1939-5.1940), нач-к группы (5.1940—9.1941) (он же секретарь тех. совета) отд-я (9.1941-6.1942) опытных и научно-исследоват. работ ИУ ВМФ. Нач-к 6-го отд-я (НИР) ЦПБ ИУ ВМФ (6.1942-6.1943).
Участник Вел. Отеч. войны. Нач-к инж. сл. Новоземельской ВМБ БВФ (6.1943-11.1944). Нач-к 4-го отдела ЦПБ (11.1944-4.1946), 6-го отдела (4.1946-10.1947) ИУ. Нач-к НИО инж.-строит, сл. ВМС (10.1947-4.1948), 14-го отдела ГИУ (4.1948-10.1949). 1-й нач-к Центр, научно-исследоват. инж. лаборатории ВМС, которой были подчинены 229-й научно-испытательный полигон ВМС и 668-я отдельн. инж. рота (10.1949-1.1951), 3-го направления (1.1951 — 12.1953), зам. нач-ка — зам. гл. инженера (12.1953—4.1954) 6-го отдела. В янв. 1954 председатель комиссии для выбора места испытания первого подводного ядерного заряда, который предложил их проведение на Нов. Земле.
Из характеристики (1950): «Первым начальником самостоятельной научно-исследовательской организации был назначен Е. Н. Барковский… Большой организаторский опыт позволил ему заложить основы научного коллектива, способного решать важные для флота инженерные задачи… Евгений Николаевич был инициативным, энергичным, с огромным опытом работы, требовательным руководителем. С его именем связаны интересные страницы истории освоения Новой Земли в период проведения испытаний ядерного оружия…»
Зам. нач-ка 6-го упр. (4-7.1954) ВМС. Нач-к спец. военно-мор. строительного упр. «Спецстрой-700» (7.1954-9.1955), впоследствии — 6-й гос. центр, полигон МО СССР (архипелаг Н. Земля), на котором проводились подводные, надводные, подземные и воздушные испытания ядерного оружия. На излечении (9-10.1955). Зам. нач-ка 6-го упр. (10.1955—5.1961), нач-к 1-го отдела 6-го упр. (5.1961-4.1964) ВМФ. Зам. команд. СФ по строительству (4.1964-3.1972). В распоряжении зам. министра обороны по строительству и расквартированию войск (3-6.1972). С июня 1972 в запасе.
Похоронен на Ваганьковском кладбище города Москвы.

## Награды
- два ордена Красного Знамени (21.08.1953, 11.09.1956)
- два ордена Трудового Красного Знамени (1956, 1970)
- орден Отечественной войны I степени (06.04.1985)
- два ордена Красной Звезды (31.05.1943, 20.06.1949)
- медали в том числе:
  - «За боевые заслуги» (03.11.1944)
  - «За оборону Севастополя» (1943)
  - «За оборону Советского Заполярья» (1945)
  - «За Победу над Германией в Великой Отечественной войне 1941—1945 гг.» (1945)
  - «Ветеран Вооружённых Сил СССР» (1976)
- Наградное оружие (1970)
- знак «50 лет пребывания в КПСС»